# Samuel de Bona
Samuel Menegon de Bona (Porto Alegre, 1 de outubro de 1990) é um nadador brasileiro de maratona aquática. Treina no Grêmio Náutico União, em Porto Alegre.

## Trajetória esportiva
Foi integrante da delegação que disputou o Campeonato Mundial de Esportes Aquáticos de 2011 em Xangai, na China. Terminou em 36º na maratona de 5 km, 44º na maratona de 10 km, e 16º na maratona de 25 km 
Nos Jogos Pan-Americanos de 2011, terminou em 12º lugar na maratona de 10 km .
Disputou as provas de maratona aquática no Campeonato Mundial de Esportes Aquáticos de 2013, em Barcelona, ganhando a medalha de bronze na prova de 5 km por equipes, ao lado Poliana Okimoto e Allan do Carmo. Também terminou em 6° lugar na maratona dos 5km. 
Nos Jogos Pan-Americanos de 2015, em Toronto, no Canadá, foi forçado a abandonar a prova da maratona aquática de 10 km após sofrer pancadas no rosto e passar mal.
No Campeonato Mundial de Esportes Aquáticos de 2015 terminou em 14º lugar na maratona aquática de 5 km. 